# Franck Songo'o
Franck Songo'o est un footballeur franco-camerounais né le 14 mai 1987 à Yaoundé, évoluant au poste d'ailier.

## Biographie

### Parcours en club
Fils de l'ancien gardien de l'équipe du Cameroun Jacques Songo'o, Franck Songo'o commence à jouer au football à Metz avant de rejoindre l'Espagne et le Deportivo La Corogne où évolue son père. Plus tard, il côtoie lors de sa formation à La Masía dans les équipes de jeunes du FC Barcelone des joueurs comme Cesc Fàbregas, Lionel Messi ou Gerard Piqué.
À l'été 2005, il est courtisé par plusieurs équipes européennes et rejoint finalement Portsmouth. À partir de là commence toute une série de prêts pour obtenir du temps de jeu. Il évolue successivement sous les couleurs de Bournemouth, de Preston puis en 2007 à Crystal Palace et en 2008 à Sheffield Wednesday.
Il est transféré au Real Saragosse à l'été 2008 où il joue régulièrement avant d'être encore une fois prêté, à la Real Sociedad pour la fin de la saison 2009-2010. Revenu à Saragosse, il est finalement transféré à Albacete.
En février 2012 il quitte l'Espagne pour évoluer en MLS aux Timbers de Portland.

### Parcours en sélection
N'ayant jamais caché son envie de jouer pour l'équipe du Cameroun, sa requête est acceptée par la FIFA malgré ses sélections dans les équipes de France. Il est ainsi convoqué chez les Lions Indomptables pour les Jeux olympiques 2008 à Pékin où la sélection arrive en quart de finale.

## Statistiques
| Saison    | Club                   | Pays       | Championnat    | Championnat | Championnat | Championnat  | Championnat  | Coupes nationales | Coupes nationales |
| Saison    | Club                   | Pays       | Division       | Matchs      | Buts        | Cartons      | Cartons      | Matchs            | Buts              |
| --------- | ---------------------- | ---------- | -------------- | ----------- | ----------- | ------------ | ------------ | ----------------- | ----------------- |
| Saison    | Club                   | Pays       | Division       | Matchs      | Buts        | Carton jaune | Carton rouge | Matchs            | Buts              |
| 2005-2006 | Portsmouth             | Angleterre | Premier league | 2           | -           | -            | -            | 1                 | -                 |
| 2006-2007 | Bournemouth            | Angleterre | League 1       | 4           | -           | 1            | -            | 1                 | -                 |
| 2006-2007 | Preston                | Angleterre | Championship   | 6           | -           | 2            | -            | -                 | -                 |
| 2007-2008 | Crystal Palace         | Angleterre | Championship   | 9           | -           | 4            | -            | -                 | -                 |
| 2007-2008 | Portsmouth             | Angleterre | Premier league | 1           | -           | -            | -            | -                 | -                 |
| 2007-2008 | Sheffield              | Angleterre | Championship   | 12          | 1           | 3            | -            | -                 | -                 |
| 2008-2009 | Real Saragosse         | Espagne    | Liga Adelante  | 26          | 1           | 6            | -            | -                 | -                 |
| 2009-2010 | Real Saragosse         | Espagne    | Liga BBVA      | 5           | -           | -            | -            | 1                 | -                 |
| 2009-2010 | Real Sociedad          | Espagne    | Liga Adelante  | 8           | -           | 3            | -            | -                 | -                 |
| 2010-2011 | Albacete Balompié      | Espagne    | Liga Adelante  | 6           | -           | -            | -            | -                 | -                 |
| 2012      | Portland Timbers (MLS) | États-Unis | MLS            | 7           | -           | 2            | -            | -                 | -                 |

Dernière mise à jour le 15 mai 2012

## Palmarès

### En club
- Portsmouth FC
  - 2008 : Vainqueur de la FA Cup
- Real Sociedad
  - 2010 : Vainqueur du championnat d'Espagne Liga Adelante

### En sélection
- France -16 ans
  - 2002 : Vainqueur du Tournoi du Val-de-Marne
  - 2003 : Vainqueur du Tournoi de Salerne
  - 2003 : Vainqueur du Tournoi du Val-de-Marne

- France -17 ans
  - 2004 : Vainqueur du Championnat d'Europe
  - 2004 : Vainqueur d’un tournoi en Tchéquie
  - 2005 : Vainqueur de la Coupe Méridien

- Cameroun espoirs
  - 2008 : Quart-de-finaliste des Jeux olympiques